# Syndromodes oedocnemis
Syndromodes oedocnemis là một loài bướm đêm trong họ Geometridae.